# 孫易磊
孫 易磊（スン・イーレイ、ウェード式：Sun Yi-Lei、2005年2月10日 - ）は、台湾（中華民国）の台北市出身のプロ野球選手（投手）。右投左打。北海道日本ハムファイターズ所属。

## 経歴

### プロ入り前
5歳上の兄に憧れて野球を始め、小学校卒業前にはリトルリーグの国内予選を勝ち抜き、U12ワールドカップの代表にも招集された。中学時代は、ポニーリーグワールドシリーズでは準決勝で勝ち越し本塁打、決勝では先発で勝利投手となり優勝に貢献するなど、各大会で投打に活躍した。
新北市穀保高級家事商業職業学校では入学直後からレギュラー入り。1年時は一塁手や外野手としてプレーしていたが、2年時からは主軸を打ちながら投手として登板機会を増やした。新3年生として迎えた2022年9月のU-18ワールドカップでは外野手登録ながら投手としても起用され、登板日以外はDHやライトで出場し、台湾の準優勝に貢献。3年時は投手がメインとなり、台湾プロ野球のドラフトに参加すれば上位指名確実とみられていたが、海外挑戦を希望し、2023年初めに海外リーグからのオファーを待つために大学進学を表明した。5月末から6月上旬にかけて開催されたU-18ワールドカップ代表候補選抜大会では外野手としての選出であったが、主戦投手として期待されていた林盛恩がシンシナティ・レッズと契約し、野手として育成される都合で投手としての代表参加が困難となり、孫はエースに指名され、投手として本大会の代表に選出された。9月には中国文化大学に進学。同月上旬に開催されたU-18ワールドカップでは4試合・14イニングを投げ、15奪三振・防御率0.50を記録し、台湾の準優勝に貢献した。

### 日本ハム時代
9月29日に北海道日本ハムファイターズとの育成選手契約に合意した。4年契約で翌年の年俸は600万円、契約金は7500万円（いずれも金額は推定）であり、背番号は196と発表された。
2024年の春季キャンプは二軍の沖縄・国頭キャンプで調整を行い、4月19日、イースタン・リーグの対オイシックス戦（ファイターズ鎌ケ谷スタジアム）への先発登板で実戦デビューする。1回23球を投げ、1四球、1奪三振で無安打無失点の内容で、球速は最速152km/hを計測した。
2025年は5月21日時点でイースタン・リーグにおいて7試合に登板し、2勝0敗、防御率1.35と結果を残していた。5月22日に球団から支配下選手への昇格が発表された。背番号は96。5月22日のソフトバンク戦で初登板を果たした。5月27日のソフトバンク戦で、3点リードの9回に登板し、三者凡退に抑え、一軍での3登板目でプロ初セーブを挙げた。なお、20歳3か月でのセーブは、堀瑞輝の記録を抜き、球団最年少記録となった。

## 選手としての特徴
体重移動の際に左足が“くの字”になる独特のステップを踏む投球フォームから最速157km/hのストレート、チェンジアップ、フォーク、スライダーを投じる。
アマチュア時代は一塁手と外野手も守る二刀流であり、獲得に際して日本ハムの稲葉篤紀GMは投手一本の意向を示していたが、新庄剛志一軍監督は「大谷君を超えるかもしれない。ファイターズは可能性ある限り挑戦させて、それをいかせる球団。面白い」と二刀流での育成プランを明かした。

## 人物
優れたアスリートを多数産んできた台湾原住民族・アミ族の血を引いている。
兄の孫易伸もCPBL・台鋼ホークスでプレーするプロ野球選手（外野手）である。

## 詳細情報

### 記録

#### 初記録
投手記録
- 初登板・初ホールド：2025年5月22日、対福岡ソフトバンクホークス8回戦（エスコンフィールドHOKKAIDO）、9回表に5番手で救援登板、2回無失点[11]
- 初奪三振：2025年5月25日、対東北楽天ゴールデンイーグルス11回戦（楽天モバイルパーク宮城）、12回裏に小郷裕哉から空振り三振[16]
- 初セーブ：2025年5月27日、対福岡ソフトバンクホークス10回戦（みずほPayPayドーム福岡）、9回裏に3番手で救援登板・完了、1回無失点[17] ※20歳3か月でのセーブは堀瑞輝の20歳5か月を抜いて球団最年少記録[17]
- 初先発登板：2025年8月11日、対福岡ソフトバンクホークス19回戦（みずほPayPayドーム福岡）、3回1/3を2失点で敗戦投手[18]

### 背番号
- 196（2024年[6] - 2025年5月21日）
- 96（2025年5月22日[10] - ）

### 代表歴
- 第30回U-18ワールドカップ チャイニーズタイペイ代表
- 第31回U-18ワールドカップ チャイニーズタイペイ代表